# 定公 (衛)
定公（ていこう、紀元前?年 - 紀元前577年）は、衛の第24代君主。穆公の子。

## 生涯
穆公の子として生まれる。
穆公11年（前589年）8月、穆公が薨去したため、子の姫臧（以降は定公と表記）が立って衛君となった。冬、楚が衛に侵攻し、次いで魯にも侵攻した。そこで和平を結ぶべく、11月に魯・楚・蔡・許・秦・宋・陳・衛・鄭・斉・曹・邾・薛・鄫の14ヶ国の要人が蜀（魯の地）で盟を結んだ。このとき衛からは大夫の孫良夫（孫桓子）が出席した。
定公元年（前588年）1月、定公は晋・宋・曹・魯の君主たちと会合し、共に鄭を撃った。しかし鄭の反撃にあって諸侯軍の敗北となった。この月、穆公の葬儀が営まれた。秋、大夫の孫良夫は晋の郤克（げきこく）と共に廧咎如（しゃうこうじょ、kängäräs）を討伐した。11月、定公は孫良夫を魯へ遣わし、盟をあたためさせた。
定公3年（前586年）12月、定公は晋・斉・宋・魯・鄭・曹・邾・杞の君主たちと蟲牢（鄭の地）で同盟を結んだ。このとき宋が出席を断ったため、翌年（前585年）3月、衛の孫良夫は晋の伯宗・晋の夏陽説・甯相・鄭の人・伊雒戎・陸渾の蛮氏らと共に宋に侵攻した。
定公5年（前584年）秋、楚の子重（公子嬰斉）が鄭を攻撃したため、晋・斉・宋・衛・曹・魯・莒・邾・杞の9か国連合は鄭を救援した。8月、諸侯は馬陵（衛の地）で同盟を結んだ。以前から定公が孫良夫の子である孫林父（孫文子）を憎んでいたため、冬になって孫林父は晋へ出奔した。
定公6年（前583年）冬、定公は娘を魯に嫁がせた。
定公7年（前582年）1月、定公は晋・斉・宋・魯・鄭・曹・莒・杞の君主たちと蒲（衛の地）で会合し、同盟を結んだ。
定公8年（前581年）春、定公の弟である黒背が晋の命令で鄭に侵攻した。5月、晋・斉・宋・衛・曹・魯の6ヶ国連合は鄭を攻撃した。
定公10年（前579年）夏、定公は晋の厲公・魯の成公と共に瑣沢（鄭の地）で会合した。
定公11年（前578年）5月、定公は晋・斉・宋・魯・鄭・曹・邾・滕の要人らと会合し、共に秦を撃った。
定公12年（前577年）春、定公が晋へ赴いたとき、晋の厲公は亡命中の孫林父を定公と会見させようとした。しかし、定公は承知しなかった。夏、定公が帰った後、晋の厲公は郤犨（げきしゅう）を使者に立てて孫林父を衛に送り届けさせた。定公は断ろうとしたが、夫人の定姜に諫められたため、孫林父を遂に赦した。9月、定公は病にかかったため、孔烝鉏（孔成子）と甯殖（甯恵子）に命じて愛妾である敬姒（けいじ）との間に生まれた衎（かん）を太子に立てさせた。10月、定公が薨去し、太子の衎が立って衛君（献公）となる。

## 妻子

### 妻
- 定姜 - 斉の公女
- 敬姒 - 妾

### 子
- 献公（衎） - 敬姒の子
- 子展
- 子鮮

## 参考資料
- 『春秋左氏伝』（成公二年、三年、五年-十年、十二年-十四年）
- 司馬遷『史記』（衛康叔世家第七）